# Kajny
Kajny (niem. Kainen) – wieś  w Polsce położona w województwie warmińsko-mazurskim, w powiecie olsztyńskim, w gminie Jonkowo. W latach 1975–1998 miejscowość administracyjnie należała do województwa olsztyńskiego. Wieś znajduje się w historycznym regionie Warmia.
Wieś położona jest na obszarze Leśnictwa Redykajny i Nadleśnictwa Kudypy oraz parafii Brąswałd. W planach cały obszar znajduje się w strefie Chronionego Krajobrazu (z dominującą doliną rzeki Łyny). 1 sierpnia 2004 r. Kajny obchodziły 650-lecie powstania wsi (śladem jest pamiątkowy głaz). Przez wieś przebiega trasa żółtego szlaku rowerowego. Nazwa wsi pochodzi od staropruskiej jednostki osadniczej, określanej dawniej jako: campus Caynyn i wchodzącej w skład ziemi zwanej Terra Gudikus. W pobliżu wsi, w dolinie Łyny, znajdują się resztki wczesnośredniowiecznego grodziska pruskiego.
Przy leśniczówce (oraz źródłach z taranem wodnym) został utworzony Ośrodek Edukacji Leśnej dla dzieci, młodzieży i dorosłych, z punktem obserwacyjnym oraz tablicami edukacyjnymi. W miejscowości brak jest punktów usługowych, sklepów, szkoły. Wszystkie te obiekty, jak również straż pożarna, kościół zlokalizowane są w pobliskich miejscowościach: Mątkach, Jonkowie, Barkwedzie (dojazd drogą gruntową). Miejsca kulturalno-rozrywkowe zlokalizowane są przede wszystkim w Jonkowie, gdzie organizuje się również imprezy okolicznościowe. Gospodarstwa prowadzą produkcję rolniczą wyłącznie na własne potrzeby, nieliczne zajmują się hodowlą np. owiec. Przez wieś nie przejeżdża żaden autobus (brak linii i przystanków), w pobliżu znajduje się linia kolejowa Olsztyn – Braniewo.
Drajfus – zabudowania, stojące na górce w Kajnach. Nazwa pochodzi albo z gwary albo z języka niemieckiego, gdzie Dreifus oznacza trójnóg.

## Historia
Służebna wieś pruska, lokowana 1 sierpnia 1354 r. (dzień św. Piotra) przez kapitułę warmińską, na 28 łanach (włókach) w miejscu lauksu (in campo) zwanego Kaynyn, najprawdopodobniej na terytorium Gudikus. Ziemia nadana została Prusom: Kynste, Melunen, Kristianus, Johannes, Tulniken, Sambagen, Welun. Otrzymali oni dziedziczne prawo własności (tzw.: prawo pruskie) do nadanych ziem, jednocześnie zobowiązano ich do konnej służby wojskowej w obronie granic Warmii. Kynste otrzymał 4 włóki, z obowiązkiem służby zbrojnej (przy uzbrojeniu na koszt własny). Kynste otrzymał dziedziczne prawo własności, mógł łowić i polować w pobliskich lasach. Według Kellemana Prusowie Melune, Astiothe i Audangen otrzymali gospodarstwo nr 1, Kirstanus i Gotko – nr 3, Jan, Wisken i Nocolaus – nr 4, Tulnicken i Tyczen – nr 5, Sambangen – nr 6 i Welun gospodarstwo nr 7.
Po wojnie polsko-krzyżackiej z 1414 roku, zwanej głodową, na skutek poniesionych strat i zniszczeń, w listopadzie 1430 r. kapituła warmińska we Fromborku przychyliła się do prośby wolnych Prusów i obniżyła zobowiązanie z ośmiu (siedmiu według Kellemana) do czterech służb zbrojnych konnych.
W roku 1454, w trakcie wojny trzynastoletniej, Kajny oraz okolice Olsztyna zostały złupione przez komtura ostródzkiego Henryka von Plauen. Krzyżacy spalili większość zabudowań. W roku 1481, na prośbę jednego z właścicieli Prusa Burkarda, kapituła postanowiła zmniejszyć mu roczny czynsz z 3,5 grzywny do sześciu skojców. W 1484 r. kapituła warmińska sprzedała trzy puste łany Prusowi o imieniem Hans, który miał przez najbliższe sześć lat płacić tylko 1,5 grzywny czynszu. Ostatnie cztery puste łany znalazły nowego właściciela dopiero w 1504 r., gdy administrator przekazał je dla wolnemu Prusa o imieniu Mateusz. W 1594 r. Hans Dink z Kajn kupił za 45 grzywien wystawiony na publiczną sprzedaż majątek po zmarłym Antonim.
W 1630 r. kapituła warmińska wydzierżawiła w Kajnach, olsztyńskiemu ławnikowi Walentemu Liedigowi, cztery opuszczone włóki na prawie magdeburskim. W 1656 r. w Kajnach było 28 łanów ziemi. We wsi mieszkało sześciu wolnych gospodarzy, którzy płacili na rzecz kapituły czynsz rekognicyjny w wysokości siedmiu łasztów żyta i pszenicy. Ponadto dawali trzy funty wosku i po jednym denarze kolońskim. Pełnili także trzy służby wojskowe na koniu na wypadek wojny. W roku 1673 w Kajnach było 38 mieszkańców. W 1679 roku, na prośbę Mateusza Maurica, Jana Meska i Adama Pakomora, kapituła warmińska odnowiła im przywileje na posiadane dobra. Z dokumentów z 1717 r. wynika, że Kajny posiadały 28 łanów wolnych, w połowie obsianych zbożami jarymi. W tym czasie wieś posiada drewno na opał i do budowy, także łąki dla własnej potrzeby. Potwierdzano także, że gleba była słabej jakości. Przed 1772 r. we wsi było 13 domów mieszkalnych. Wieś posiadała 24 łany na pruskim prawie dziedzicznym i cztery na prawie magdeburskim. Właściciele siedmiu majątków ziemskich płacili kapitule warmińskiej po jednym korcu żyta i pszenicy oraz jednym funcie wosku od łanu. Od każdego łanu płacono również po jednym florenie w zamian za pełnienie dawnych służb wojskowych.
W 1782 r. we wsi było 13 mieszkańców a w 1817 r. – 46. W 1820 r. W Kajnach było 13 gospodarstw i 46 mieszkańców. Liczba ludności w tym czasie szybko wzrastała bo w 1846 r. w Kajnach mieszkało już 127 osób. W 1861 r. w Kajnach mieszkało 137 osób (wszyscy katolicy), z których 106 posługiwało się językiem polskim. Grunty wiejskie obejmowały 1788 morgów ziemi (456,4 ha), w tym 382,25 morgi stanowił las. W 1871 r. we wsi było 141 osób. Po 1878 r. (włączenie Warmii do prowincji Prusy Wschodnie) Kajny zostały przejęte przez rząd pruski i przekazane w prywatną własność. W 1895 roku Kajny miały 163 mieszkańców. Pod koniec XIX w. (około 1897 r.) mieszkańcy zainstalowali we wsi pompę Montgolfiera, która dostarczała wodę na potrzeby gospodarstw (pompa ta funkcjonuje do dzisiaj). 23 listopada 1923 r. Stanisław Żurawski (działacz ruchu polskiego na południowej Warmii) z Kajn został wiceprezesem Rady Nadzorczej powstałej w Olsztynie Spółdzielni Rolniczo-Handlowej „Rolnik”. W 1926 r. w polskiej biblioteczce, będącej pod opieką Polsko-Katolickiego Towarzystwa Szkolnego na Warmię, znajdowało się 40 książek. Wielopokoleniową rodziną, zasłużoną dla utrzymania polskości na Warmii jest rodzina Żurawskich. W 1925 r. we wsi mieszkało 166 osób. W 1927 r. wieś otrzymała połączenie telegraficzne i telefoniczne. W 1939 r. we wsi było 152 mieszkańców.
W czasie drugiej wojny światowej Stanisław Żurawski został pobity w styczniu 1943 r. przez olsztyńskie gestapo i zmarł (pochowany na cmentarzu w Brąswałdzie). Jego syn, Alfons Żurawski, był współpracownikiem polskiego wywiadu. Jeszcze przed 1939 r. został wcielony do Wehrmachtu, stacjonował w Królewcu. Podczas pobytu w Kajnach w 1940 r. nawiązał kontakt z polskimi jeńcami. Po powrocie do Królewca został oskarżony o zdradę Rzeszy i skazany w 1942 r. na karę śmierci. Koniec II wojny światowej przyniósł falę zniszczeń dokonanych przez Armię Czerwoną, co wiąże się ze znacznymi stratami materialnymi (utrata części zabudowy). Od tego okresu następowała powolna degradacja wsi i zmniejszenie się liczby mieszkańców. W 1965 r. doprowadzono linię energetyczną, po kilku latach również telefoniczną.
1 stycznia 1973 r. Kajny zostały włączone do gminy Jonkowo (uchwała wojewódzkiej Rady Narodowej w Olsztynie). Na przełomie XX i XXI w. w miejscowości było 9 domów z 56 mieszkańcami. Dnia 1 sierpnia 2004 r., w ramach obchodów 650 lecia wsi, najstarsze mieszkanki Kajn: Brygida Rautenberg i Cecylia Ruch odsłoniły pamiątkowy głaz z tablicą i napisem „1 sierpień 1345 r. „Campo Kaynyn” Mieszkańcy Kajn 2004 r.”

## Zabytki i architektura
- Taran wodny (pompa wodna), zainstalowany pod koniec XIX w., wykorzystujący źródła wypływające ze zbocza. Urządzenie zostało wynalezione przez Josepha Michela Montgolfiera (1740-1810). Pompuje wodę ze źródła do wieży ciśnień, skąd woda rurami jest doprowadzana do domostw.
- Wiejska wieża ciśnień przy drewnianym domu rodziny Rautenbergów, rozprowadza wodę z taranu wodnego.
- Zabytkowy drewniany dom rodziny Rautenbergów z 1856 roku (obecnie własność sołtysa Jerzego Rautenberga), na posesji chaty otynkowana kapliczka (mniejsza) obok wieży ciśnień
- Zabytkowy murowany dom rodziny Żurawskich z początku XX wieku, nieotynkowany. Na posesji kapliczka (większa) z dzwonkiem, z figurą najprawdopodobniej świętego Józefa, architektonicznie nawiązuje do pobliskiego zabudowania, tworząc z nim harmonijną kompozycję.
- Krzyże przydrożne.
- Kamień upamiętniający 650-lecie założenia wsi.

Działki mają najczęściej kształt wielokąta o powierzchni około 1200 m² (10 działek). Pozostałe 4 działki mają kształt zbliżony do prostokąta. Występują najczęściej dwa typy zagród. Układ zabudowy jest swobodny i otwarty. W pierwszym typie dom stoi równolegle do drogi, wejście najczęściej jest od strony drogi (czasami od podwórza gospodarczego). Budynki gospodarcze powtarzają układ położenia wedle granicy działki. Wjazd na działkę jest po prawej lub lewej stronie domu mieszkalnego. Ten typ jest najczęściej spotykanym typem we wsi. W wariantach zagrody można zauważyć inny układ budynków gospodarczych lub brak któregoś z nich. W drugim typie dom mieszkalny stoi prostopadle do drogi, wejście do domu jest od podwórza gospodarczego. Budynki gospodarcze powtarzają równoległy układ wobec granicy działki. Układ w wariantach, w których dom mieszkalny jest usytuowany po przeciwnej stronie pierwotnego ułożenia, jest rzadziej spotykany. W jednym zabudowaniu, na skraju działki współczesna, drewniana altana.
W Kajnach przeważają domy jednokondygnacyjne z użytkowym poddaszem. Są one proste, w większości bez dobudówek. Wejścia znajdują się pośrodku frontowej elewacji, czasami towarzyszą im wyjścia z drugiej strony budynku. Zabudowania pokryte są dachówką lub blachą. Budynki gospodarcze towarzyszą prawie każdemu budynkowi mieszkalnemu. Zbudowane z czerwonej cegły lub z drewna (w gorszym stanie technicznym). W większości występuje podmurówka, pokryte są czerwoną dachówką lub blachą.

### Taran wodny w Kajnach
Urządzenie hydrotechniczne, zaprojektowane przez Josepha Michela Montgolfiera (1740-1810), wybudowane Kajnach około 1897 roku Pompa wodna zwana „taranem wodnym” (taran hydrauliczny), pompuje wodę ze źródełka do stojącej na wzgórzu wieży ciśnień i dalej rozprowadzana jest do zabudowań siedmioma rurami. Urządzenie jest konserwowane i działa do dzisiaj.
W pompie wodnej wykorzystywana jest energia wypływającej ze źródeł wody. Kiedy zawór popychający tłok jest otwarty, wtedy zawór zasysania wody zamyka się. Następnie tłok zamyka zawór i zassana woda wpływa do kociołka ciśnieniowego (widoczny na zewnątrz cylinder żeliwny). Znajdujące się w nim powietrze wypycha wodę do rury idącej pod górę do wieży ciśnień. Cykl pracy tarana wodnego zamyka się. Widocznym efektem pracy jest rytmiczny stukot oraz pulsacyjnie wypływająca woda. Woda, zgromadzona w wieży ciśnień, rozprowadzana jest grawitacyjnie do gospodarstw.
Przy urządzeniu ustawiono tablicę informacyjną ze schematem działania. W pobliżu sąsiadującej ze źródliskiem leśniczówki urządzono ścieżkę dydaktyczna z tablicami edukacyjnymi.

## Galeria

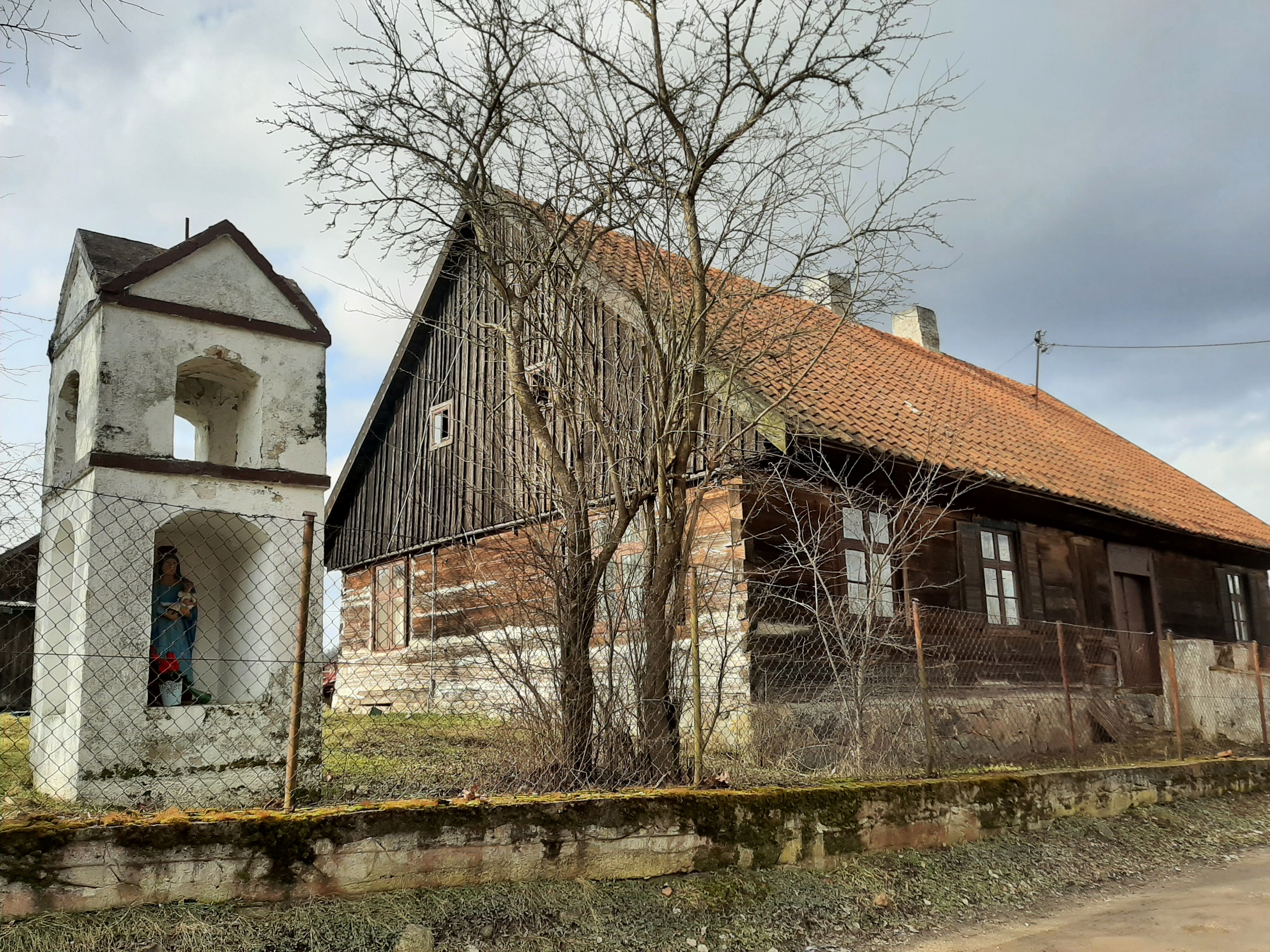
Zabytkowa drewniana chałupa Rautenbergów w Kajnach
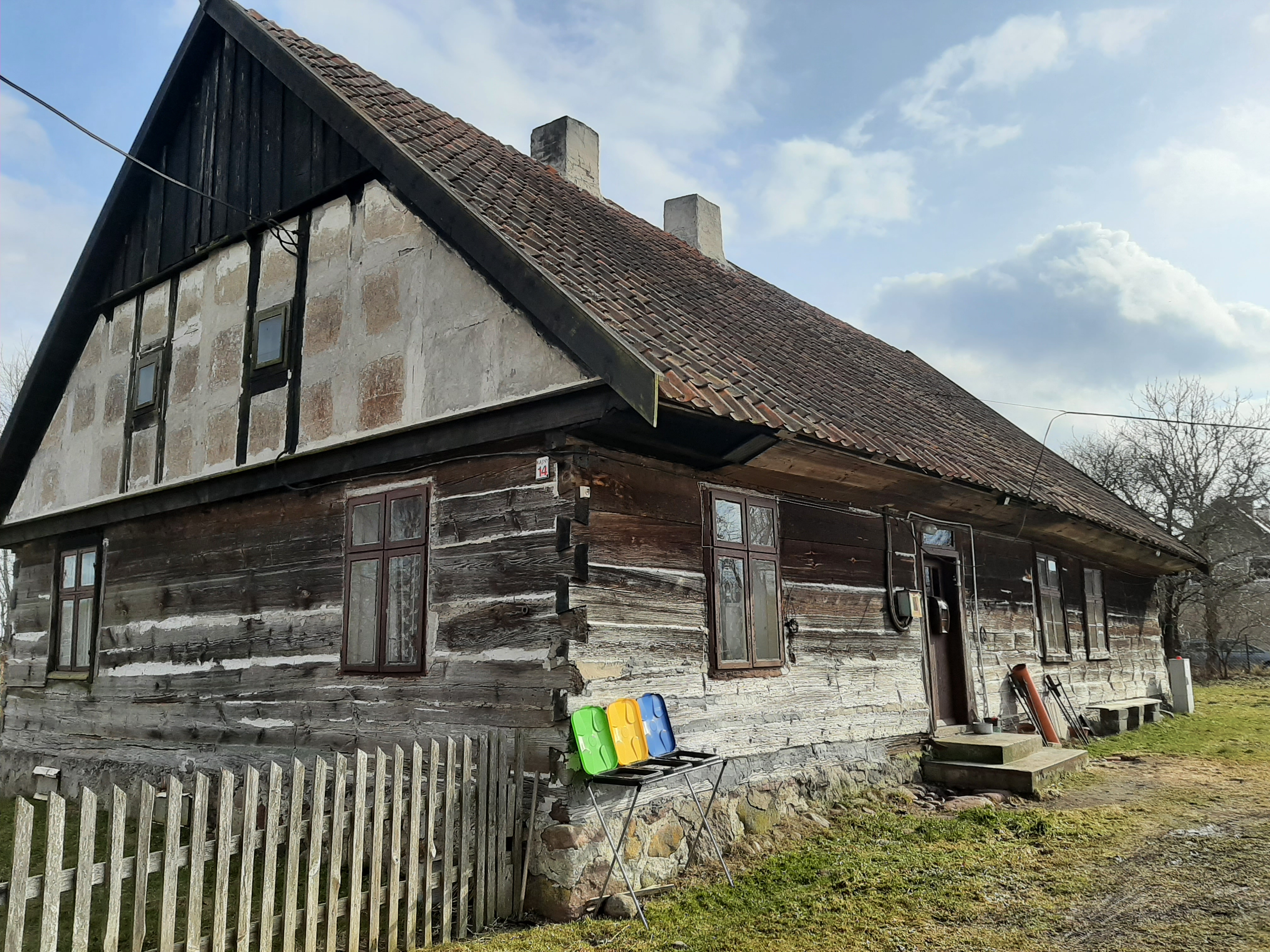
Drewniana chałupa Rautenbergów, widok od podwórka
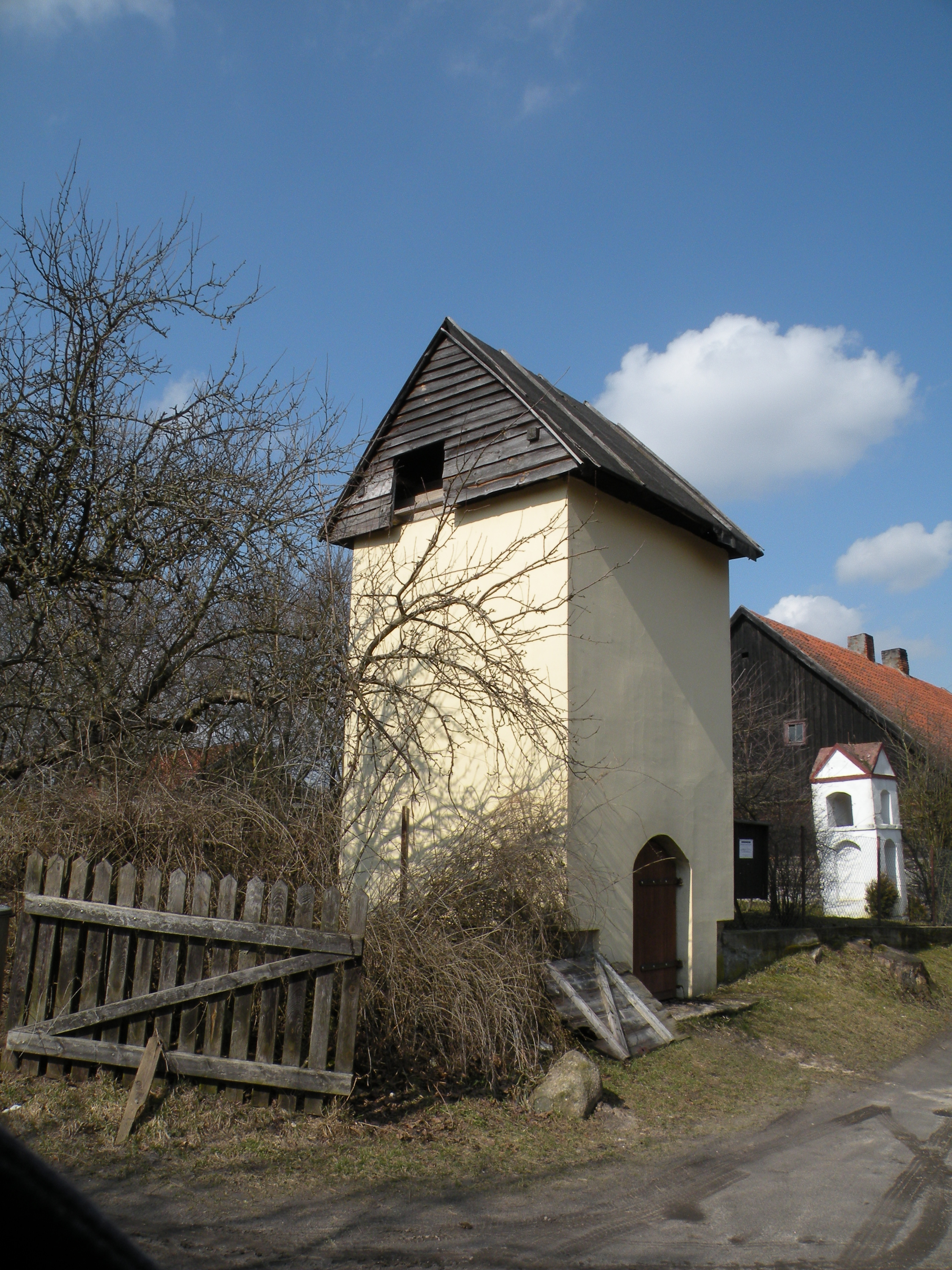
Wieża ciśnień, w głębi kapliczka i dom drewniany
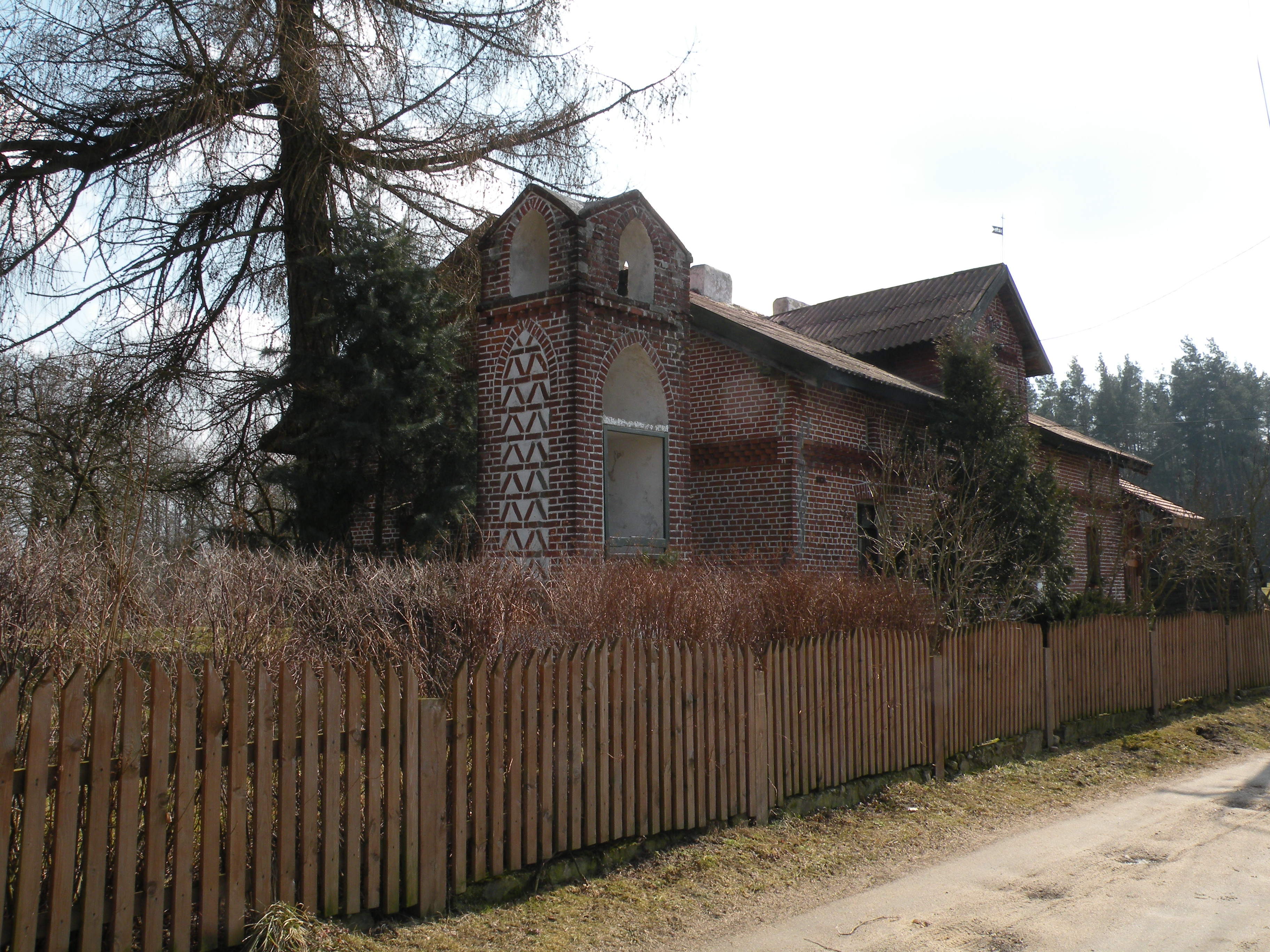
Dom Żurawskich z kapliczką
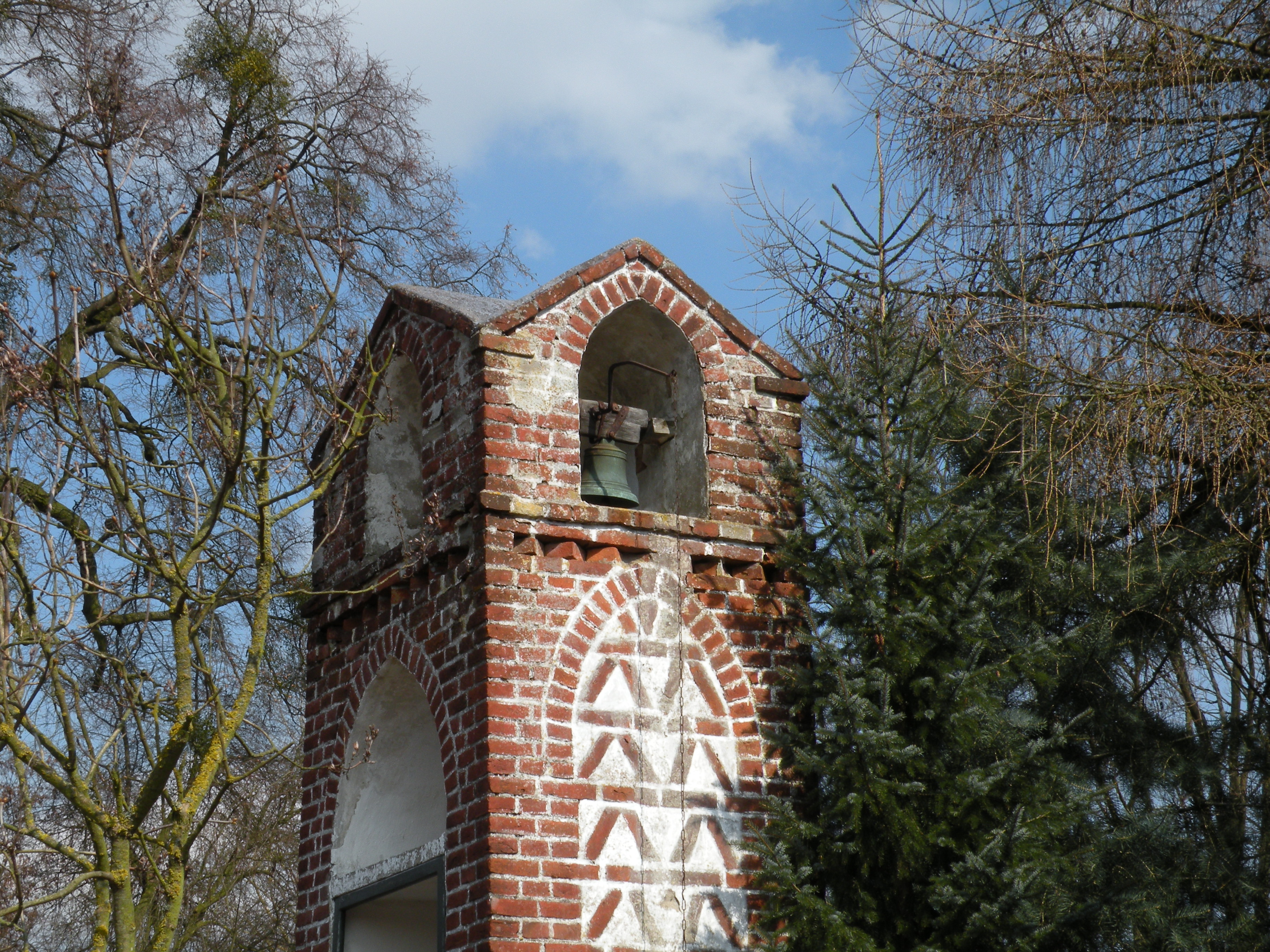
Kapliczka z dzwonkiem obok domu Żurawskich
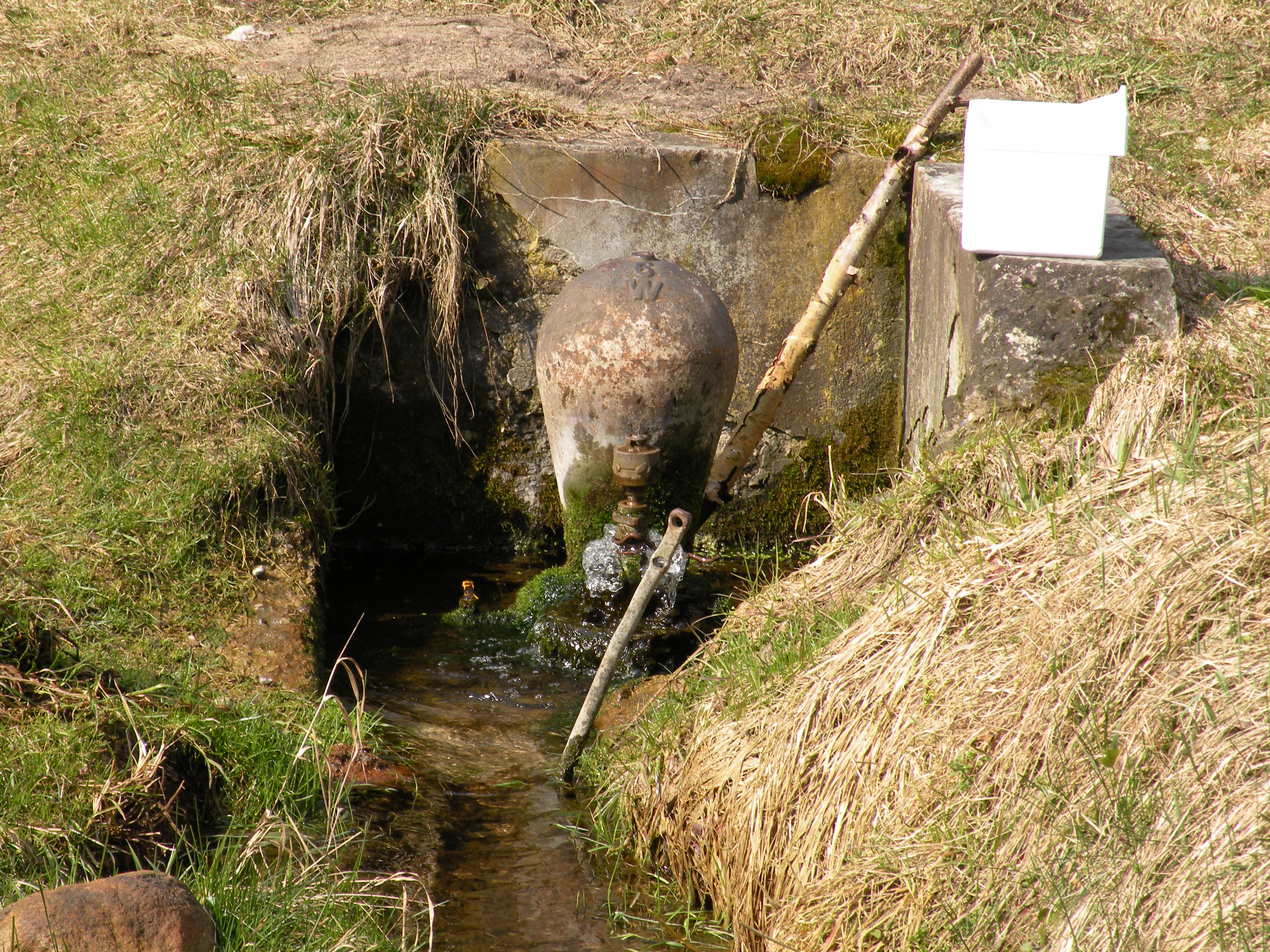
Taran wodny nad starorzeczem Łyny w Kajnach (2009 r.)
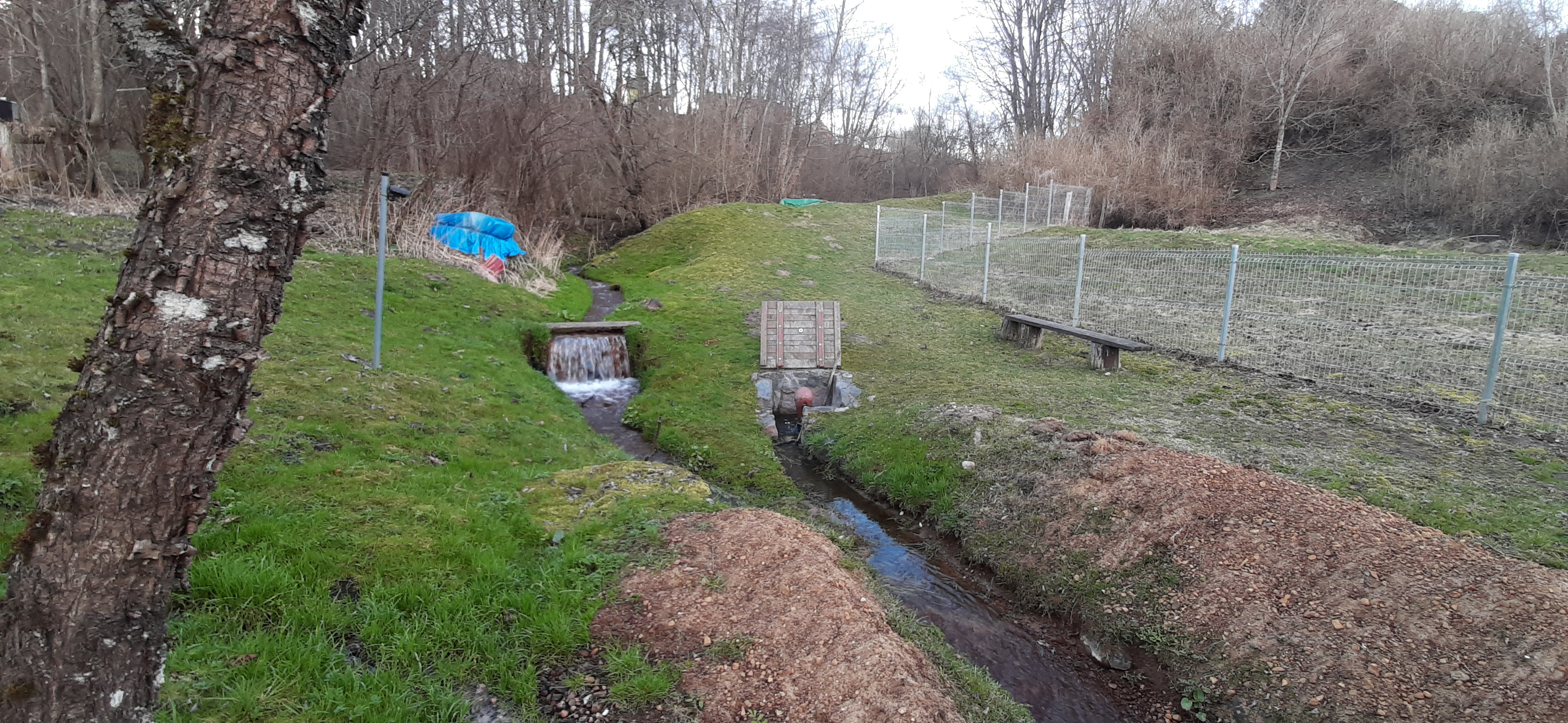
Widok ogólny na taran wodny (2021 r.)
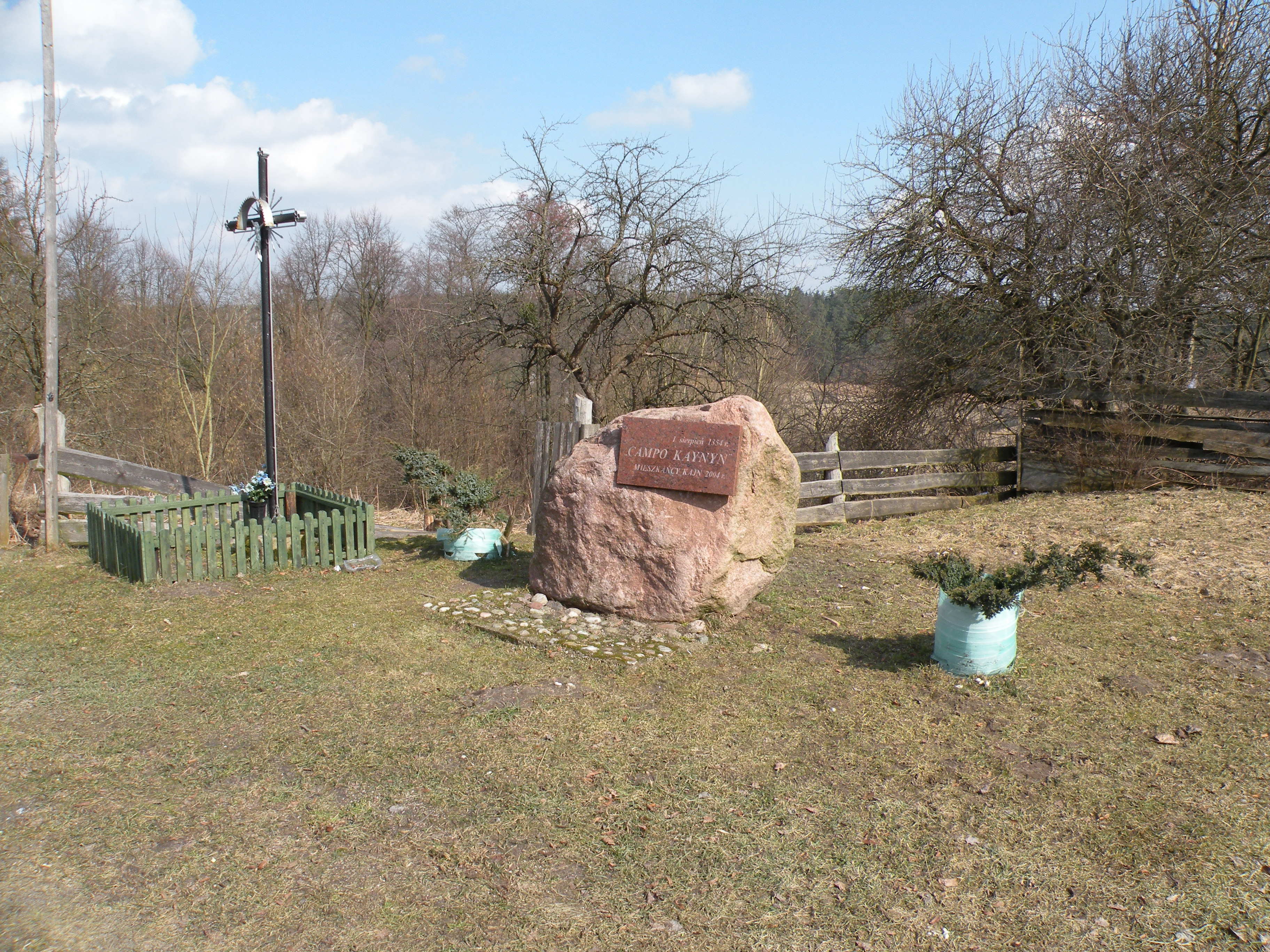
Głaz postawiony z okazji 650-lecia lokacji wsi